# Jeanne d’Arc (1961)
Jeanne d’Arc (R97) – francuski śmigłowcowiec i okręt szkolny, szósty okręt o tej nazwie. Pozostawał w służbie od 1961 do 2010.

## Historia
W latach 50. XX wieku coraz większe znaczenie w walce na morzu zaczęły zyskiwać śmigłowce. Oprócz wyposażania krążowników, niszczycieli i fregat w śmigłowiec pokładowy, na przełomie lat 50. i 60. w części krajów zaczęły powstawać okręty specjalnie przystosowane do przenoszenia śmigłowców – śmigłowcowce lub krążowniki śmigłowcowe. Jednym z pierwszych okrętów nowej kategorii, budowanym równolegle z włoskim „Andrea Doria”, był francuski śmigłowcowiec „Jeanne d’Arc”. Nowy okręt francuski miał zarazem zastąpić stary krążownik szkolny „Jeanne d’Arc” z 1931 roku w roli okrętu szkolnego dla podchorążych. Budowę zamówiono 8 marca 1957 roku. Początkowo nowo zamówiony krążownik szkolny otrzymał tymczasową nazwę „La Résolue”. Projekt przeszedł istotne zmiany, zanim przybrał postać śmigłowcowca, oznaczonego symbolem projektu PH-57.
Stępkę pod budowę okrętu położono 7 lipca 1960 roku, w stoczni Marynarki (Arsenale) w Breście, a kadłub wodowano 30 września 1961 roku. 1 lipca 1963 okręt wcielono dla przeprowadzenia prób morskich, a budowę zakończono 30 czerwca 1964 roku. W wyniku prób morskich podwyższono początkowo niski komin. Początkowo okręt nosił tymczasowo nazwę „La Résolue”, lecz ostatecznie wszedł do służby w marynarce francuskiej 16 lipca 1964 roku pod nazwą „Jeanne d’Arc”, na cześć Joanny d’Arc, zastępując wycofany poprzedni krążownik o tej nazwie. Okręt otrzymał numer burtowy według standardu NATO: R97, z grupy okrętów lotniczych. Klasyfikowany jest jako śmigłowcowiec (Porte-hélicoptères), lecz w literaturze określany jest również jako krążownik śmigłowcowy.

## Opis

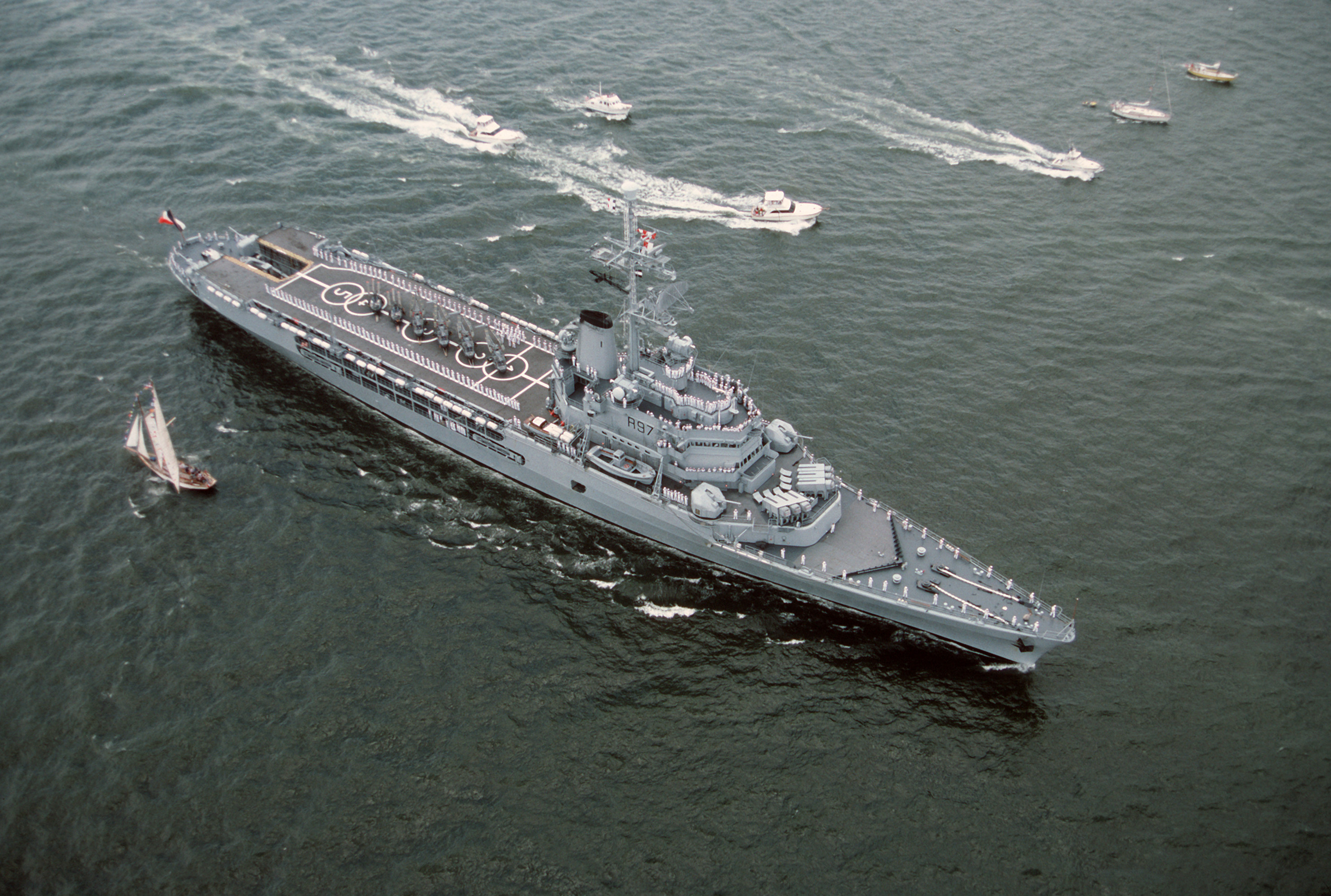
„Jeanne d’Arc”, 1986

### Architektura i kadłub
Kształt kadłuba wzorowany był na krążowniku „Colbert”, przy czym zwiększono szerokość. Hangar w części rufowej i podstawa nadbudówki dziobowej stanowią wielką nadbudowę zintegrowaną z kadłubem. Ciągnie się ona na ponad 2/3 długości kadłuba. Dziób jest łukowato wygięty, o kształcie ocenianym jako ładny; pokład dziobowy o niewielkim wzniosie jest pozbawiony uzbrojenia. Okręt w części dziobowej ma nadbudówkę z pomostem dowodzenia, wraz z umieszczonym na niej masztem i kominem, a za nią, od śródokręcia rozciąga się prostokątny pokład lotniczy o rozmiarach 62 × 21 m. Według początkowego projektu komin był niski i wkomponowany w bryłę nadbudówki, lecz po próbach morskich znacznie go podwyższono, a później jeszcze podwyższono w niewielkim stopniu w 1975 roku. Z tyłu nadbudówki znajduje się przeszklony pomost kierowania operacjami lotniczymi. Pokład lotniczy umożliwia jednoczesny start dwóch ciężkich śmigłowców i parkowanie dwóch innych, ewentualnie jeszcze dwa mogą stać na samej rufie, po bokach podnośnika. Pokład ten kończy się przed rufą okrętu, o formie łyżkowej. Na jego końcu znajduje się 12-tonowy podnośnik transportujący śmigłowce z hangaru. Po lewej stronie pokładu lotniczego obok windy znajduje się składany żuraw o udźwigu 12 ton. Pod pokładem lotniczym znajduje się hangar o wymiarach 36×20×5 m. Dalsza przednia część długości 25 m odgrodzona jest lekką grodzią poprzeczną i podzielona na dwa poziomy ze ściankami działowymi, tworząc pomieszczenia dla uczniów lub 500 żołnierzy desantu. Przegrody te mogą być łatwo demontowalne, wówczas w hangarze mieści się maksymalnie osiem ciężkich śmigłowców Super Frelon. Normalnie w hangarze mieści się 10 lekkich śmigłowców, a cztery dalsze transportowane są na pokładzie. Pod hangarem są zbiorniki paliwa lotniczego i magazyny uzbrojenia, połączone windami z hangarem.
Wewnątrz kadłub podzielony jest grodziami na 14 głównych przedziałów wodoszczelnych. Na prawie całej długości rozciąga się dno podwójne, w którym mieszczą się zbiorniki paliwa i wody.

### Uzbrojenie
Uzbrojenie od początku stanowiły cztery działa uniwersalne kalibru 100 mm w wieżach modelu 1953DP, rozsunięte na burty: z przodu nadbudowy na dziobie oraz na pokładzie rufowym okrętu. Armaty te są automatyczne (z wyjątkiem ręcznego załadowania pierwszego pocisku), o szybkostrzelności do 78 strz./min, obsługiwane przez dwie osoby w wieży i dwie podające amunicję na windę pod wieżą. Strzelają pociskami o masie 23,6 kg. Zapas amunicji wynosi 228 nabojów na wieżę. Kąt podniesienia lufy wynosi do 80°. Donośność maksymalna wynosi do 17 km, lecz praktyczna 12 km do celów morskich i lądowych i 6 km do powietrznych. Napędy działa są elektryczne, a naprowadzanie na cel może odbywać się zdalnie z centrali kierowania ogniem lub autonomicznie przez celowniczego w wieży. W 2000 roku zdemontowano dwa rufowe działa. Uzbrojenie uzupełniają cztery podstawy karabinów maszynowych kalibru 12,7 mm.
Początkowo projektowano umieszczenie na pokładzie dziobowym miotacza bomb głębinowych, następnie dwuprowadnicowej wyrzutni pocisków przeciwlotniczych średniego zasięgu Masurca, a jeszcze później ośmioprowadnicowej wyrzutni pocisków bliskiego zasięgu Crotale, lecz ostatecznie nie zainstalowano żadnej z tych broni. W końcu w 1975 roku okręt otrzymał na dziobie sześć kontenerowych wyrzutni pocisków przeciwokrętowych MM38 Exocet, ustawionych z przodu pokładu nadbudowy, z sześcioma pociskami. Pociski te, o zasięgu od 4 do 42 km, umożliwiły walkę z okrętami nawodnymi poza zasięgiem artylerii. Zamontowano je w dwóch grupach po trzy, pod kątem 12° w stosunku do pokładu.
Okręt może przenosić do 16 śmigłowców (Aérospatiale Alouette III, Westland Lynx, Aérospatiale Super Frelon, Aérospatiale Puma, Eurocopter Super Puma, Eurocopter Cougar, Aérospatiale Gazelle). Etatowa grupa lotnicza obejmowała jednak tylko 6-7 śmigłowców lekkich lub średnich (początkowo: 4 HSS-1 i 2 Alouette III, od 1979 roku: Lynx i Alouette III, od 1992 roku: 2 Alouette III, 2 Puma lub Cougar i 2-3 Gazelle). Najcięższymi śmigłowcami operującymi z okrętu były Super Frelon, w wersji przeciwokrętowej-przeciwpodwodnej i transportowej, lecz nie wchodziły w skład etatowych dywizjonów okrętu.

### Napęd
Siłownia okrętowa jest turboparowa, w celu zwiększenia przeżywalności podzielona na dwa zespoły, pracujące na swoje wały śrub, oddzielone przedziałem mechanizmów pomocniczych. Każdy zespół obejmuje dwa kotły parowe o ciśnieniu 45 at i temperaturze pary 450° C oraz turbinę Rateau-Bretagne. Prędkość maksymalna była określona na 26,5 węzła, a zasięg wynosił 6800 mil morskich przy prędkości 16 węzłów i 3000 Mm przy 26,5 w. Jeszcze w 2010 roku, tuż przed wycofaniem, przy przeciążeniu siłowni, okręt rozwinął aż 30,9 węzła. Zapas paliwa wynosił 1360 ton. Generatory zapewniające energię elektryczną miały moc łączną 4400 kW

### Wyposażenie
- radar dozoru powietrznego: Thomson-CSF DRBV 22D (na dolnej platformie na maszcie, zasięg 366 km)[16]
- radar dozoru powietrzno-nawodnego: DRBV 51 (do 1989 – DRBV 50)[17][b]
- radar DRBI 10 (do połowy lat 80.)[16]
- 2 radary nawigacyjne: Racal(inne języki) Decca(inne języki) DRBN 34A[16]
- 3 radary kierowania ogniem: Thomson-CSF DRBC 32A (na dalocelownikach po bokach masztu i za kominem)[16]
- sonar kadłubowy, aktywny poszukiwawczy SQS-503-2 (kanadyjski), następnie francuski Thomson Sintra DUBV 24C[16]
- systemy walki radioelektronicznej: dwie 8-prowadnicowe wyrzutnie flar typu CSEE/VSEL Syllex[16]
- stacje rozpoznania technicznego i walki radioelektronicznej ARBR-17 i ARBX-10[18]

W skład wyposażenia wchodziły dwa kutry desantowe LCVP, wspomagające wysadzanie desantu.

## Służba i zastosowanie

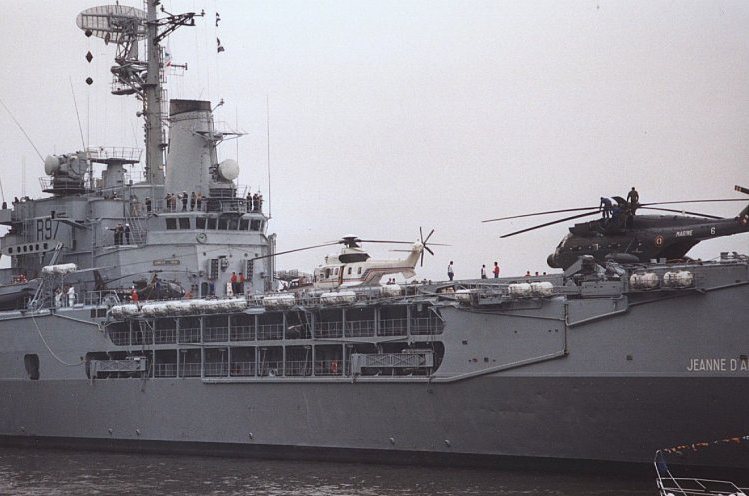
Widok na pokład lotniczy – widoczne jest stanowisko kontroli lotów z tyłu nadbudówki, po prawej śmigłowiec Super Frelon, 1994

„Jeanne d’Arc” była projektowana z myślą o uniwersalnym zastosowaniu. Na wypadek wojny, okręt mógł pełnić zadania zwalczania okrętów podwodnych za pomocą ośmiu śmigłowców Lynx lub transportować aeromobilne oddziały desantowe (do 700 ludzi), przerzucane na brzeg armijnymi śmigłowcami Puma / Super Puma lub cięższymi Super Frelon, które mogły bazować na niej w liczbie czterech. Na okręcie mogły także bazować śmigłowce bojowe, wykonujące misje na rzecz wojsk lądowych.
Podstawową rolą „Jeanne d’Arc” przez cały jej okres służby w czasie pokoju była służba jako okręt szkolny, a zarazem jako okręt reprezentujący marynarkę francuską w szkolnych i kurtuazyjnych rejsach zagranicznych. W tym celu, okręt posiadał odpowiednie pomieszczenia dla 158 kadetów i wyposażenie dydaktyczne. Praktycznie corocznie, z wyjątkiem remontu w 1989 roku i 1997 roku, pływała z kadetami w rejsy aplikacyjne, w skrócie GEAOM, zazwyczaj od listopada do maja – w latach 2004/2005 miał miejsce 40. taki rejs. Jej grupa lotnicza w tych zastosowaniach składała się zwykle z 2 śmigłowców lotnictwa morskiego Aérospatiale Alouette III (eskadra 22S), ponadto od 1992 bazowały na niej zwykle 2 śmigłowce lotnictwa wojsk lądowych (ALAT) Aérospatiale Puma lub Cougar i 3 Aérospatiale Gazelle.
W toku służby, „Jeanne d’Arc” odbyła liczne rejsy zagraniczne po całym świecie, okrążając też świat. Uczestniczyła też w licznych ćwiczeniach międzynarodowych. Z dalszych portów, m.in. w dniach 19-23 marca 1977 roku zawinęła do Pearl Harbor, gdzie lądował na niej ciężki śmigłowiec Marines CH-53 Sea Stallion. Na przełomie 1991/92 roku odwiedziła Władywostok. Na jej pokładzie szkolili się także oficerowie innych państw, w tym polscy. M.in. 18 marca 1996 roku zawinęła do Gdyni wraz z fregatą „Germinal”, a 22 marca wzięła udział w ćwiczeniach PASSEX'96 z polskimi okrętami i lotnictwem (po raz pierwszy na okręcie takiego rodzaju wylądował wówczas polski śmigłowiec, W-3RM Anakonda). W późniejszym okresie okręt odbywał rejsy szkolne głównie w towarzystwie niszczyciela rakietowego „Georges Leygues”. Ponownie w manewrach z polską flotą na Bałtyku uczestniczyła w maju 2004 (wraz z „Georges Leygues”). W tym roku odwiedziła też Petersburg.
W 1989 i 1990 roku okręt przeszedł modernizację, głównie wyposażenia elektronicznego.
Między 14 a 22 listopada 1998 roku śmigłowce okrętu pomagały w akcji humanitarnej po huraganie Mitch w Gwatemali i Hondurasie. W marcu 2000 śmigłowce pomagały podczas powodzi w Mozambiku, a w styczniu 2005 po tsunami w Indonezji. „Jeanne d’Arc” nie był używana w walce. Jednakże, 11 kwietnia 2008 trzy śmigłowce Alouette III i dwa Gazelle z „Jeanne d’Arc” wzięły udział w akcji komandosów w Somalii, zakończonej ujęciem 6 (i według nieoficjalnych źródeł, zabiciem kilku) piratów, którzy wcześniej uprowadzili luksusowy jacht „Le Ponant”, po czym zwolnili go za okupem (operacja Thalatine).
Okręt w toku służby przebył 1 760 000 mil morskich i zrealizowano na nim 85 tysięcy startów i lądowań. Był najdłużej pozostającym w służbie z klasycznych krążowników śmigłowcowych lat 60/70. (bez ciągłego pokładu).
Przewidywano początkowo wycofanie „Jeanne d’Arc” w 2005 roku, po 40-letniej służbie, lecz z uwagi na jej przydatność, odroczono ten termin do 45 lat. 27 maja 2010 roku okręt zakończył ostatni rejs szkolny, po czym został udostępniony na dwa dni do zwiedzania w Breście. 7 czerwca 2010 roku wycofano okręt ze służby czynnej, a opuszczenie bandery i usunięcie nazwy nastąpiło 1 września 2010 roku. 2 października 2010 roku otrzymał jako hulk numer Q860, po czym przystąpiono do jego złomowania w Breście, trwającego do 2014 roku.

## Dane techniczne
- wymiary
  - długość: 182,0 m
  - szerokość: 24,0 m
  - zanurzenie: 7,3 m
- wyporność
  - standardowa: 10 575 t
  - całkowita: 13 270 t

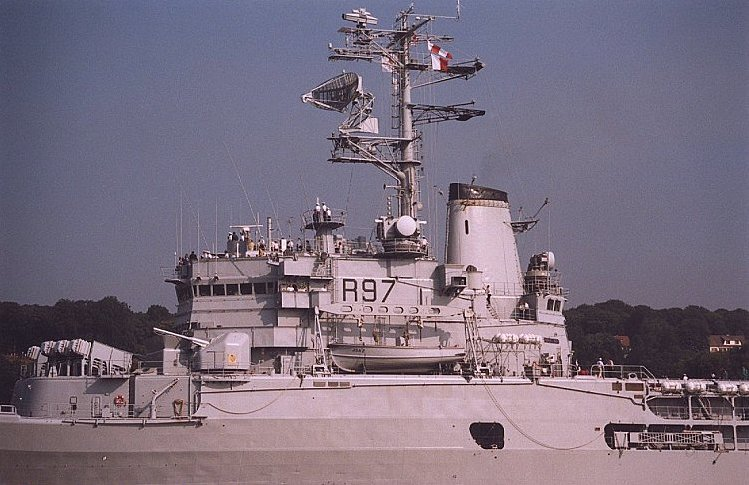
Nadbudówka z widoczną lewoburtową wieżą działa 100 mm i wyrzutniami pocisków Exocet (z lewej)

- napęd: 2 turbiny parowe Rateau o mocy łącznej 40 000 KM, 4 kotły parowe wodnorurkowe (ciśn. pary 45 at.), 2 śruby napędowe
- prędkość maksymalna: 26,5 węzłów
- zasięg/przy prędkości: 6000 mil morskich/15 w, 3750 Mm/25 w
- załoga: 519 + 158 kadetów[5]